# سرخ‌کلا (ساری)
سرخ‌کلا، روستایی از توابع بخش مرکزی شهرستان ساری در استان مازندران ایران است .

## جمعیت
این روستا در دهستان اسفیورد شوراب قرار داشته و براساس آخرین سرشماری مرکز آمار ایران که در سال ۱۳۹۵ صورت گرفته، جمعیت آن ۲۰۳۹نفر (۶۴۹خانوار) بوده‌است.